# Municipio de North Mahoning
El municipio de North Mahoning (en inglés: North Mahoning Township) es un municipio ubicado en el condado de Indiana en el estado estadounidense de Pensilvania. En el año 2000 tenía una población de 1.383 habitantes y una densidad poblacional de 18.8 personas por km².

## Geografía
El municipio de North Mahoning se encuentra ubicado en las coordenadas 40°53′00″N 78°59′36″O / 40.88333, -78.99333.

## Demografía
Según la Oficina del Censo en 2000 los ingresos medios por hogar en la localidad eran de $31,250 y los ingresos medios por familia eran de $35,109. Los hombres tenían unos ingresos medios de $28,125 frente a los $17,132 para las mujeres. La renta per cápita de la localidad era de $12,365. Alrededor del 16,9% de la población estaba por debajo del umbral de pobreza.